# Бараха, Хавьер
Хавьер Бараха Вегас (родился 24 августа 1980 года) - испанский футболист, выступавший на позиции опорного полузащитника или центрального защитника.

## Клубная карьера
Карьера футболиста началась в клубе его родного города в молодежной молодёжной команде «Реал Вальядолид». Первый матч Барахи состоялся 26 августа 2001 года против команды «Депортиво Ла-Корунья».
Он играл во втором дивизионе и за два года достаточно редко появлялся с клубом «Хетафе» (при этом за свой второй год он сыграл в 13 играх, а мадридская команда впервые получила продвижение в высшую лигу). Ещё один сезон футболист отыграл с клубом «Малага» в запасе. В сезоне 2005/06 он вернулся в «Реал Вальядолид», отыграв за сезон 28 матчей, а его клуб в следующей кампании вернулся в высший дивизион.
В сезоне 2007/08 его использовали в команде достаточно редко, как и в сезоне 2008/09. Однако ему удалось забить свой первый гол за «Реал Вальядолид» 13 сентября 2008 года.

## Карьера за сборную
Футболист удостоился награды в чемпионате среди юношеских команд до 16 лет в 1997 году.